# San Rocco-oratorium

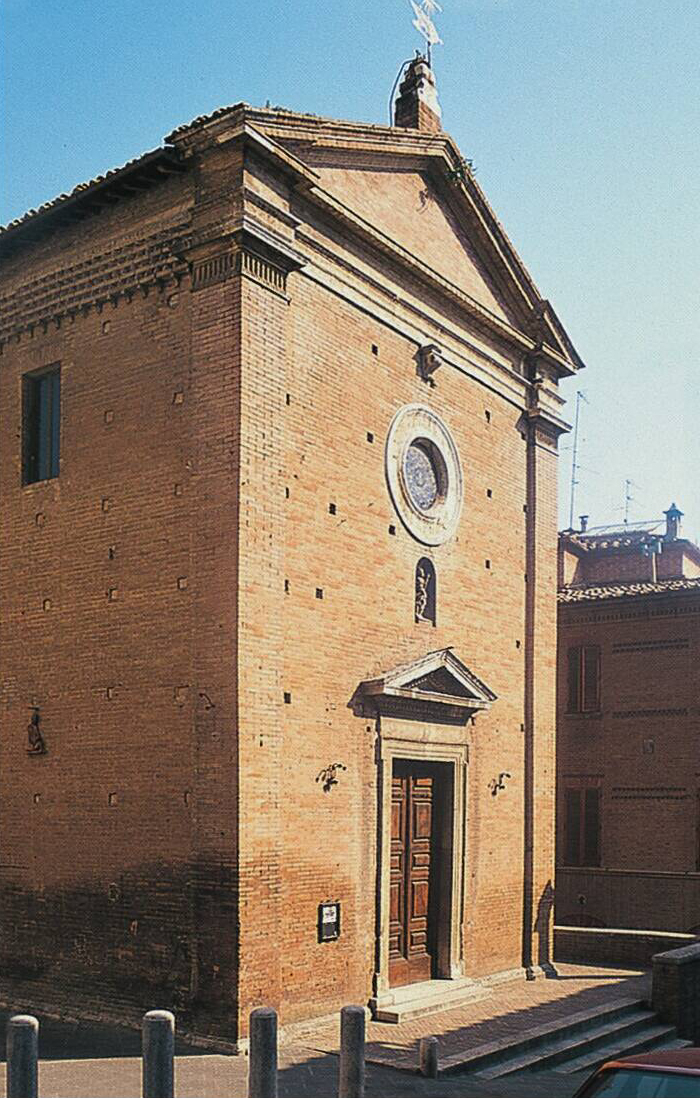
San Rocco-oratorium

Het San Rocco-oratorium is een kerk in Siena, in de via Vallerozzi, het is het gebedshuis van de Contrada della Lupa.

## Geschiedenis en beschrijving
De bouw van het oratorium startte in 1511 en het werd gebouwd door de Compagnia di San Rocco. Nadat de Compagnia in 1789 werd opgeheven, kwam de kerk in het bezit van de Contrada della Lupa, die er nog steeds eigenaar van is.
De kerk heeft een eenvoudige bakstenen gevel met een klein roosvenster erin. Hij is versierd met een 17e-eeuws beeld van San Rocco, en heeft een portaal in travertijn. De gevel heeft twee grote lisenen en is bekroond met een fronton.
Het schip heeft een apsis en is verdeeld in twee traveeën die volledig beschilderd zijn met fresco's die scènes uit het leven van Job voorstellen, geschilderd door Sienese schilders uit de zeventiende eeuw. In de grote San Rocco kapel wordt een 16e-eeuws gepolychromeerd terracotta beeld van de heilige Rochus bewaard, van een onbekende kunstenaar. De kapel heeft ook een opmerkelijke frescocyclus met verhalen over het leven van San Rocco van de hand van Crescenzio Gambarelli en Rutilio Manetti.
De doopvont in de kerk is het werk van de architect Giovanni Barsacchi, met een bronzen wolvin gemaakt door Emilio Montagnani in 1962.
Buiten het gebouw staat een zuil met de Romeinse wolvin, een geschenk van de stad Rome aan de Contrada van de "wolvin". Naast het oratorium bevindt zich het historisch museum van de Contrada della Lupa.